# پیتزو دل سول
پیتزو دل سول (به لاتین: Pizzo del Sole) یک کوه در سوئیس است که در کانتون تیچینو واقع شده‌است. پیتزو دل سول ۲٬۷۷۳ متر بالاتر از سطح دریا واقع شده‌است.